# Павлов, Юрий Александрович (хоккеист)
Юрий Александрович Павлов (род. 16 апреля 1947 года в Киеве) — советский хоккеист, защитник; затем — тренер. Многолетний капитан киевского «Сокола».

## Биография
Родился 16 апреля 1947 года в Киеве, вырос в районе Шулявки. Окончил восемь классов в школе № 102, затем с 15 лет работал токарем, а позже резьбошлифовщиком на заводе имени Петровского. В хоккей начал играть в детстве вместе со старшими братьями Владимиром и Вячеславом на озёрах за зоопарком, там его заметил Ногечевский Николай Иванович и пригласил на тренировку. Далее Павлов занимался хоккеем на стадионе «Старт» спортивного общества «Авангард». Первый тренер — Владимир Николаевич Балакин. С 11 лет играл за детскую команду «Авангарда» и начинал играть в юношеском составе. В 14 лет уже тренировался в юношеской и основной.
В 1963 году в городе был создан клуб «Динамо» и Юрий Павлов был переведён в юношеский состав. До 20 лет выступал в нападении, но на одной игре из-за травмы защитника Павлова перевели в оборону. Поначалу игроку трудно было перестроиться, он часто ходил в атаку, и команда пропускала, но через год-два освоил позицию защитника. Павлов долго не мог попасть в основу «Динамо», трижды проходил с командой предсезонный сбор, но его возвращали в молодёжный состав. Лишь с четвёртого раза закрепился в Динамо — в 1968 году начал выступать за основной состав клуба.
Павлов стал первым игроком «Динамо», который родился в Киеве (тогда костяк команды составляли москвичи и ленинградцы). В чемпионате 1969/70 партнёры выбрали его капитаном команды, однако в том же сезоне «Динамо» вылетело из высшей лиги, причиной стал уход опытных игроков и омоложение состава. В 1973 году команду переименовали в «Сокол», игрокам повысили зарплату и начали платить премиальные. В сезоне 1974/75 команда была близка к возвращению в элиту, заняла третье место, отстав от «Автомобилиста» на четыре очка. В сезоне 1978/79 киевляне вернулись в высшую лигу советского хоккея, команде удалось выиграть ряд матчей у ЦСКА, «Спартака», «Крыльев Советов» и сохранить место в высшей лиге, но для Юрия Павлова тот сезон стал последним в карьере. Всего в составе киевских «Динамо» и «Сокола» провёл три сезона в высшей лиге и восемь — в первой.
По завершении игровой карьеры Павлов поступил в Высшую школу тренеров. Там учился с Юрием Морозовым, который предложил ему работу вторым тренером в воскресенском «Химике», но Павлов не захотел переезжать из УССР. В 1981 году работал с заводской командой из Днепродзержинска. В дальнейшем работал детским тренером. Среди его воспитанников — Дмитрий Христич, Андрей Срюбко.